# Kenya i olympiska sommarspelen 1960
Kenya deltog med 27 deltagare vid de olympiska sommarspelen 1960 i Rom.  Ingen av landets deltagare erövrade någon medalj.